# Châteauvert
Châteauvert is een gemeente in het Franse departement Var (regio Provence-Alpes-Côte d'Azur) en telt 107 inwoners (2011). De plaats maakt deel uit van het arrondissement Brignoles.

## Geografie
De oppervlakte van Châteauvert bedraagt 26,3 km², de bevolkingsdichtheid is 4,4 inwoners per km².
De onderstaande kaart toont de ligging van Châteauvert met de belangrijkste infrastructuur en aangrenzende gemeenten.

### Bereikbaarheid
Châteauvert is bereikbaar vanaf afslag 35 Brignoles van de A8.

### Gehuchten
Onder de gemeente Châteauvert vallen de volgende gehuchten:
- St. Peyre
- Margui
- Peypin
- Bagatelle
- La Réparade
- Rouvière
- Les Faïsses

## Demografie
Onderstaande figuur toont het verloop van het inwonertal (bron: INSEE-tellingen).